# Фроліха
Фролі́ха (рос. Фролиха) — присілок у складі Щучанського району Курганської області, Росія. Входить до складу Зайковської сільської ради.
Населення — 11 осіб (2010, 29 у 2002).
Національний склад станом на 2002 рік: росіяни — 97 %.